# منظمة شانغهاي للتعاون
منظمة شانغهاي للتعاون ( SCO ) هي منظمة دولية سياسية واقتصادية وأمنية أوراسية. تأسست في 15 يونيو 2001 في شانغهاي، على يد قادة ستة دول آسيوية؛ هي الصين، وكازاخستان، وقيرغيزستان، وروسيا، وطاجيكستان، وأوزبكستان. وقع ميثاق منظمة شانغهاي للتعاون في يونيو 2002، ودخل حيز التنفيذ في 19 سبتمبر 2003. كانت هذه البلدان باستثناء أوزبكستان أعضاء في «مجموعة شانغهاي الخماسية» التي تأسست في 26 أبريل 1996 في شانغهاي.
تتمحور أهداف المنظمة حول تعزيز سياسات الثقة المتبادلة وحسن الجوار بين دول الأعضاء، ومحاربة الإرهاب وتدعيم الأمن ومكافحة الجريمة وتجارة المخدرات ومواجهة حركات الانفصال والتطرف الديني أو العرقي. والتعاون في المجالات السياسية والتجارية والاقتصادية والعلمية والتقنية والثقافية وكذلك النقل والتعليم والطاقة والسياحة وحماية البيئة، وتوفير السلام والأمن والاستقرار في المنطقة.
انضمت كل من الهند وباكستان إلى المنظمة كعضوين كاملي العضوية في 9 يونيو 2017 في قمة أستانا.
انضمت كل من مصر كدولة الأفريقية الوحيدة في المنظمة والسعودية وقطر الى المنظمة كشركاء حوار في قمة 2023.
انضمت ايران لتصبح الدولة التاسعة التي تنضم إلى المنظمة في قمة 4 جويلية 2023 بينما رفض ملف الجزائر في نفس القمة.

## التأسيس
تأسست مجموعة شانغهاي الخماسية في 26 أبريل 1996 من خلال توقيع رؤساء الدول الصين وكازخستان وقيرغيزستان وروسيا وطاجيكستان على معاهدة تعميق الثقة العسكرية في المناطق الحدودية وكان ذلك في شانغهاي. في 24 أبريل 1997، وقعت الدول نفسها على معاهدة الحد من القوات العسكرية في المناطق الحدودية في اجتماع عقد في موسكو.

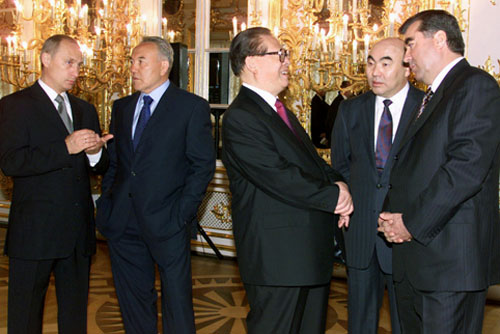
الرئيس الروسي فلاديمير بوتين، والرئيس الكازاخستاني نور سلطان نزارباييف، والرئيس الصيني جيانغ زيمين، والرئيس القيرغيزي عسكر آكاييف، والرئيس الطاجيكي إمام علي رحمن، قادة مجموعة شانغهاي الخماسية في وقت واحد.

عُقدت مؤتمرات القمم السنوية لمجموعة شانغهاي الخماسية في كل من ألماتي في عام 1998 وبيشكك في عام 1999 ودوشانبي في عام 2000. في قمة دوشانبي، اتفق الأعضاء على معارضة التدخل في الشؤون الداخلية للدول الأخرى بحجة الإنسانية وحماية حقوق الإنسان. ودعم جهود بعضهم البعض في حماية الاستقلال الوطني للدول الخمس والسيادة والسلامة الإقليمية والاستقرار الاجتماعي.
في عام 2001، عادت القمة السنوية إلى شانغهاي، حيث شُهد انضمام أوزبكستان إلى المجموعة ليتحول عدد أعضائها من خمسة إلى ستة. فوقع رؤساء الدول الستة في 15 يونيو 2001 على إعلان «منظمة شانغهاي للتعاون» مشيدين بالدور الذي لعبته المجموعة متطلعين إلى مستوى أعلى من التعاون.
في يونيو 2002، اجتمع رؤساء الدول الأعضاء في منظمة شانغهاي للتعاون في سانت بطرسبرغ. وهناك وقعوا ميثاق منظمة شانغهاي للتعاون الذي يشرح أهداف المنظمة ومبادئها وهياكلها وأشكال عملها، للاعتراف بها في القانون الدولي.
في يوليو 2005، خلال القمة التي عقدت في أستانا التي شارك بها ممثلين عن الهند وإيران ومنغوليا وباكستان، الذي كان حضورهم الأول. رحب رئيس الدولة المضيفة نور سلطان نزارباييف فيهم واستهل حديثه بكلمات لم يسبق وان استخدمت في أي سياق من قبل، قائلًا: «قادة الدول الذين يجلسون على طاولة المفاوضات هم ممثلون عن نصف البشرية».
بحلول عام 2007، استهلت منظمة شانغهاي للتعاون أكثر من عشرين مشروعًا واسع النطاق فيما يتعلق بالنقل والطاقة والاتصالات، كما عقدت اجتماعات منتظمة للمسؤولين الأمنيين والعسكريين والدفاع والشؤون الخارجية والاقتصادية والثقافية والمصرفية وغيرها لدول الأعضاء.[بحاجة لمصدر]
في يوليو 2015 في أوفا، قررت منظمة شانغهاي للتعاون قبول الهند وباكستان كعضوين كاملين. ووقعت الهند وباكستان مذكرة الالتزامات في يونيو 2016 في طشقند، وبذلك بدأت العملية الرسمية للإنضمام إلى المنظمة كعضوين كاملين. في 9 يونيو 2017، في القمة التاريخية في أستانا، انضمت الهند وباكستان رسميًا إلى منظمة شانغهاي للتعاون كأعضاء كاملين.
أقامت منظمة شانغهاي للتعاون علاقات مع الأمم المتحدة في عام 2004 (حيث أنها مراقب في الجمعية العامة)، ورابطة الدول المستقلة في عام 2005، ورابطة دول جنوب شرق آسيا في عام 2005، ومنظمة معاهدة الأمن الجماعي في عام 2007، ومنظمة التعاون الإقتصادي في عام 2007، ومكتب الأمم المتحدة المعني بالمخدرات والجريمة في عام 2011، والمؤتمر المعني بالتفاعل وتدابير بناء الثقة في آسيا في عام 2014، واللجنة الإقتصادية والإجتماعية لآسيا والمحيط الهادئ التابعة للأمم المتحدة في عام 2015.
في جويلية 2023 تم ضم ايران ومصر والسعودية الى المنظمة
تمثل الدول الثمانية كاملة العضوية في المنظمة نصف سكان العالم وربع الناتج المحلي الإجمالي في العالم.

## الهيكل التنظيمي
مجلس رؤساء الدول هو الهيئة العليا لصنع القرار في المنظمة، حيث ينعقد هذا المجلس في القمم السنوية التي تنظمها المنظمة في إحدى عواصم الدول الأعضاء. يتألف مجلس رؤساء الدول الحالي، كما يلي:
- صدير جاباروف (قرغيزستان)
- إمام علي رحمن (طاجيكستان)
- شوكت ميرضيايف (أوزبكستان)
- شي جين بينغ (الصين)
- قاسم جومارت توقاييف (كازاخستان)
- فلاديمير بوتين (روسيا)
- ناريندرا مودي (الهند)
- شهباز شريف (باكستان)
- إبراهيم رئيسي (إيران)

مجلس رؤساء الحكومات هو ثاني أعلى مجلس في المنظمة، حيث يعقد هذا المجلس قممًا سنوية، يناقش فيها الأعضاء مسائل التعاون المتعددة ويوافق على ميزانية المنظمة. يتألف مجلس رؤساء الحكومات الحالي، كما يلي:
- أكيلبيك جباروف (قرغيزستان)
- قاهر رسول زاده (طاجيكستان)
- عبد الله أريبوف (أوزبكستان)
- لي تشانغ (الصين)
- عليخان سمايلوف (كازاخستان)
- ميخائيل ميشوستين (روسيا)
- ناريندرا مودي (الهند)
- شهباز شريف (باكستان)

كما يعقد مجلس وزراء الخارجية اجتماعات منتظمة يُناقش فيها الوضع الدولي الراهن وتفاعل المنظمة مع المنظمات الدولية الأخرى. ويقوم مجلس المنسقين الوطنيين بتنسيق التعاون متعدد الأطراف بين الدول الأعضاء في إطار ميثاق المنظمة.
أمانة المنظمة هي الهيئة التنفيذية الرئيسية للمنظمة. التي تعمل على تنفيذ القرارات والمراسيم التنظيمية، وصياغة الوثائق المقترحة (مثل الإعلانات وجداول الأعمال)، والعمل كوثيقة إيداع للمنظمة، وترتيب أنشطة محددة في إطار منظمة شانغهاي للتعاون، ويشجع وينشر المعلومات عن المنظمة. وهي تقع في بكين. والأمين العام الحالي للمنظمة هو تشانغ مينغ من الصين منذ 1 يناير 2022.
يُذكر أن الهيكل الإقليمي لمكافحة الإرهاب واختصاره «RATS» الذي يقع مقره في طشقند، هو جهاز دائم لمنظمة شانغهاي للتعاون يعمل على تعزيز التعاون بين الدول الأعضاء ضد الشرور الثلاثة وهي الإرهاب والإنفصال والتطرف. يُنتخب رئيس الهيكل الإقليمي لمكافحة الإرهاب لمدة ثلاث سنوات. كما تُرسل كل دولة عضوًا مُمثلًا دائمًا للهيكل الإقليمي لمكافحة الإرهاب.
لغات العمل الرسمية لمنظمة شانغهاي للتعاون هي الصينية والروسية.

## العضوية

الدول الأعضاء
الدول المراقبة
شركاء الحوار
الضيوف الحضور

### الدول الأعضاء
| التاريخ       | الدولة    |
| ------------- | --------- |
| 26 أبريل 1996 | الصين     |
| 26 أبريل 1996 | كازاخستان |
| 26 أبريل 1996 | قرغيزستان |
| 26 أبريل 1996 | روسيا     |
| 26 أبريل 1996 | طاجيكستان |
| 15 يونيو 2001 | أوزبكستان |
| 9 يونيو 2017  | الهند     |
| 9 يونيو 2017  | باكستان   |
| 4 يوليو 2023  | إيران     |
| 4 يوليو 2024  | بيلاروس   |

### الدول المراقبة

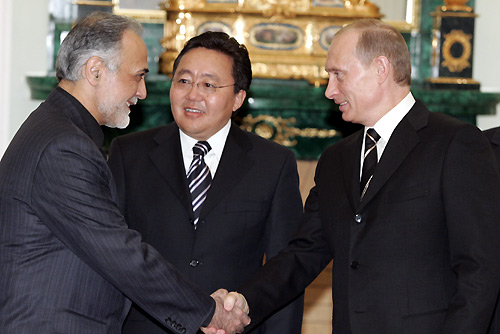
بوتين مع ممثلين إيران ومنغوليا -المراقبين في منظمة شانغهاي للتعاون- خلال اجتماع لمجلس رؤساء الحكومات في عام 2005.

| الدول              | تاريخ الانضمام                      |
| ------------------ | ----------------------------------- |
| منغوليا            | 2004                                |
| أفغانستان          | 7 يونيو 2012 (خامل منذ سبتمبر 2021) |
| المراقبون السابقون |                                     |
| الهند              | 5 يوليو 2005                        |
| باكستان            | 5 يوليو 2005                        |
| إيران              | 5 يوليو 2005                        |
| بيلاروس            | 2015                                |

### شركاء الحوار

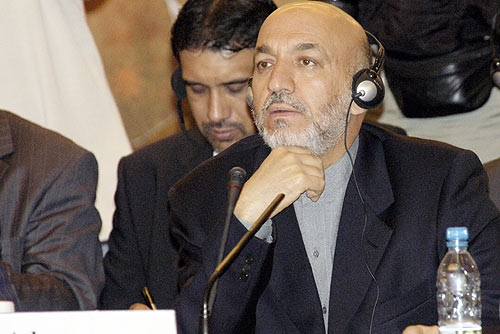
الرئيس الأفغاني حامد كرزاي في قمة منظمة شانغهاي للتعاون للعام 2004.

أنشئ وضع شريك الحوار في عام 2008.
| الدولة                   | الموافقة على المنح  | منحها الوضع    |
| ------------------------ | ------------------- | -------------- |
| سريلانكا                 | 15 أو 16 يونيو 2009 | 6 مايو 2010    |
| تركيا                    | 7 يونيو 2012        | 26 أبريل 2013  |
| كمبوديا                  | 10 يوليو 2015       | 24 سبتمبر 2015 |
| أذربيجان                 | 10 يوليو 2015       | 14 مارس 2016   |
| نيبال                    | 10 يوليو 2015       | 22 مارس 2016   |
| أرمينيا                  | 10 يوليو 2015       | 16 أبريل 2016  |
| مصر                      | 16 سبتمبر 2021      | 14 سبتمبر 2022 |
| قطر                      | 16 سبتمبر 2021      | 14 سبتمبر 2022 |
| السعودية                 | 16 سبتمبر 2021      | 14 سبتمبر 2022 |
| الكويت                   | 16 سبتمبر 2022      | 5 مايو 2023    |
| المالديف                 | 16 سبتمبر 2022      | 5 مايو 2023    |
| ميانمار                  | 16 سبتمبر 2022      | 5 مايو 2023    |
| الإمارات العربية المتحدة | 16 سبتمبر 2022      | 5 مايو 2023    |
| البحرين                  | 16 سبتمبر 2022      | 15 يوليو 2023  |
| شركاء الحوار السابقون    |                     |                |
| بيلاروس                  | 15 أو 16 يونيو 2009 | 28 أبريل 2010  |

### الضيوف الحضور
- رابطة دول جنوب شرق آسيا
- رابطة الدول المستقلة
- تركمانستان
- الأمم المتحدة

### إمكانيات العضوية المستقبلية
في يونيو 2010، وافقت منظمة شانغهاي للتعاون على إجراءات قبول أعضاء جدد. حيث أعربت العديد من الدول المراقبة رغبتها بمنحها العضوية الكاملة. في 9 يونيو 2017 انضمت كل من الهند وباكستان إلى المنظمة كعضوين كاملي العضوية في قمة أستانا بعدما كانتا من المراقبين. وقد أعطى إنضمام إيران إلى المنظمة الكثير من التفكير الأكاديمي لآثار إنضمامها. في أوائل سبتمبر 2013 قال رئيس الوزراء الأرميني تيغران سارجسيان خلال لقائه مع نظيره الصيني أن أرمينيا ترغب بالحصول على صفة مراقب في المنظمة.
تقدمت كل من أرمينيا وأذربيجان وبنغلاديش وروسيا البيضاء (تحقق في عام 2015) ونيبال وسريلانكا في عام 2012 بطلب الحصول على صفة المراقب في المنظمة. كما تقدمت كل من مصر وسوريا طلبًا للحصول على صفة مراقب، في حين تقدمت إسرائيل وجزر المالديف وأوكرانيا بطلب الحصول على صفة شريك حوار. كما أشار العراق إلى رغبته في أن يصبح شريكًا حواريًا للمنظمة في عام 2017، أثناء زيارة السفير العراقي السيد أحمد تحسين برواري مقر المنظمة في بكين.
كما أشارت فيتنام إلى اهتمامها بأن تصبح شريكًا حواريًا للمنظمة في عام 2011، أثناء زيارة المبعوث الخاص للرئيس الروسي للمنظمة السيد كيريل بارسكي إلى هانوي. وفقًا لرأي الخبراء فإن هناك مساوئ ومزايا محتملة لإنضمام فيتنام إلى المنظمة في المجالات الرئيسية وهي موازنة علاقاتها مع الصين وروسيا والولايات المتحدة والدفاع عن السلامة الإقليمية والإمكانيات من تحقيق فوائد إقتصادية.

## النشاطات

### التعاون الأمني
تركز منظمة شنغهاي للتعاون بشكل أساسي على المخاوف الأمنية المتعلقة بـ «آسيا الوسطى» لدولها الأعضاء، وغالبًا ما تصف التهديدات الرئيسية التي تواجهها بأنها «الإرهاب» و «الانفصالية» و «التطرف». ومع ذلك، تتزايد الأدلة على أن أنشطتها في مجال التنمية الاجتماعية للدول الأعضاء تتزايد بسرعة.
في قمة منظمة شنغهاي للتعاون، التي عقدت في طشقند، أوزبكستان، في الفترة من 16 إلى 17 يونيو 2004، تم إنشاء الهيكل الإقليمي لمكافحة الإرهاب (RATS). في 21 أبريل 2006، أعلنت منظمة شنغهاي للتعاون عن خطط لمكافحة تهريب المخدرات عبر الحدود تحت عنوان مكافحة الإرهاب.
في أكتوبر 2007، وقعت منظمة شنغهاي للتعاون اتفاقية مع منظمة معاهدة الأمن الجماعي (CSTO)، في العاصمة الطاجيكية دوشانبي، لتوسيع التعاون في قضايا مثل الأمن والجريمة وتهريب المخدرات.

### النشاطات العسكرية

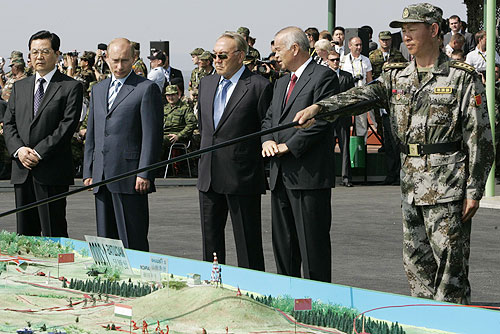
قادة منظمة شنغهاي للتعاون في مهمة السلام 2007. هو جينتاو، فلاديمير بوتين، نور سلطان نزارباييف وإسلام كريموف.

على مدى السنوات القليلة الماضية، توسعت أنشطة المنظمة لتشمل زيادة التعاون العسكري وتبادل المعلومات الاستخبارية ومكافحة الإرهاب.
تجري التدريبات العسكرية بانتظام بين الأعضاء لتعزيز التعاون والتنسيق ضد الإرهاب والتهديدات الخارجية الأخرى، والحفاظ على السلام والاستقرار الإقليميين. كان هناك عدد من التدريبات العسكرية المشتركة لمنظمة شنغهاي للتعاون. عُقدت الأولى في عام 2003، حيث جرت المرحلة الأولى في كازاخستان والمرحلة الثانية في الصين. منذ ذلك الحين، تعاونت الصين وروسيا في مناورات حربية واسعة النطاق في مهمة السلام 2005 و 2007 و 2009، برعاية منظمة شنغهاي للتعاون. شارك أكثر من 4000 جندي في التدريبات العسكرية المشتركة في عام 2007 (المعروفة باسم «مهمة السلام 2007») التي جرت في تشيليابينسك بروسيا بالقرب من جبال الأورال، كما تم الاتفاق عليه في أبريل 2006 في اجتماع لوزراء دفاع منظمة شنغهاي للتعاون. قال وزير الدفاع الروسي سيرجي إيفانوفيتش إن التدريبات ستكون شفافة ومفتوحة لوسائل الإعلام والجمهور. بعد الانتهاء بنجاح من المناورات الحربية، بدأ المسؤولون الروس يتحدثون عن انضمام الهند إلى مثل هذه التدريبات في المستقبل، وأن منظمة شنغهاي للتعاون تقوم بدور عسكري. بعثة السلام 2010، التي أجريت في الفترة من 9 إلى 25 سبتمبر في منطقة تدريب ماتيبولاك بكازاخستان حضرها أكثر من 5000 فرد من الصين وروسيا وكازاخستان وقرغيزستان وطاجيكستان وتم إجراء مناورات مشتركة للتخطيط والعمليات.

### التعاون الإقتصادي

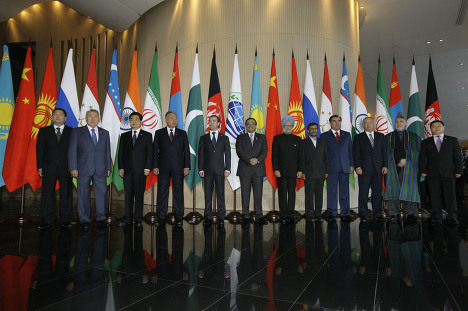
القادة الحاضرون في قمة منظمة شنغهاي للتعاون في يكاترينبورغ، روسيا عام 2009.

إن روسيا وكازاخستان وقيرغيزستان أيضاً أعضاء في «الاتحاد الاقتصادي الأوراسي». تم التوقيع على اتفاقية إطار لتعزيز التعاون الاقتصادي من قبل الدول الأعضاء في منظمة شنغهاي للتعاون في 23 سبتمبر 2003. وفي نفس الاجتماع، اقترح رئيس الصين «ون جياباو»، هدفًا طويل الأجل لإنشاء  منطقة التجارة الحرة في منظمة شنغهاي للتعاون، بينما سيتم اتخاذ تدابير فورية أخرى لتحسين تدفق السلع في المنطقة. تم التوقيع على خطة متابعة مع 100 إجراء محدد بعد عام واحد، في 23 سبتمبر 2004.

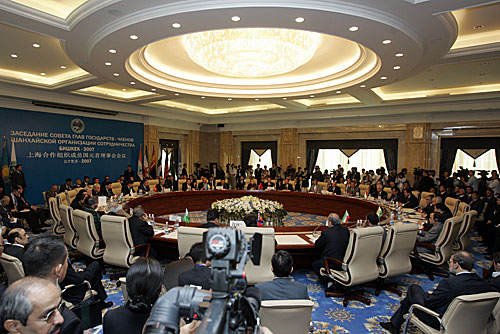
قمة بيشكك (قيرغيزستان) في عام 2007.

في 26 أكتوبر 2005، خلال قمة «موسكو» لمنظمة شنغهاي للتعاون، قال الأمين العام للمنظمة أن منظمة شنغهاي للتعاون ستعطي الأولوية لمشاريع الطاقة المشتركة؛ بما في ذلك قطاع النفط والغاز، والتنقيب عن احتياطيات جديدة من «الهيدروكربون» والاستخدام المشترك لموارد المياه. كما تم الاتفاق على إنشاء «اتحاد البنوك المشتركة بين البنوك» (SCO Interbank Consortium) في تلك القمة من أجل تمويل المشاريع المشتركة المستقبلية. انعقد الاجتماع الأول لرابطة البنوك التابعة لمنظمة شنغهاي للتعاون في «بكين» في 21-22 فبراير 2006. في 30 نوفمبر 2006، في مؤتمر منظمة شنغهاي للتعاون: النتائج ووجهات النظر، وهو مؤتمر دولي عقد في ألماتي، أعلن ممثل وزارة الخارجية الروسية أن روسيا تعمل على تطوير خطط «نادي الطاقة» في منظمة شنغهاي للتعاون. كررت موسكو التأكيد على الحاجة إلى هذا «النادي» في قمة منظمة شنغهاي للتعاون في نوفمبر 2007. ومع ذلك، لم يلزم أعضاء آخرون في المنظمة أنفسهم بالفكرة. ومع ذلك، فقد ذُكر خلال قمة عام 2008 أنه «على خلفية التباطؤ في نمو الاقتصاد العالمي باتباع سياسة عملة وسياسة مالية مسؤولة، فإن السيطرة على تدفق رأس المال، وضمان أمن الغذاء والطاقة، اكتسبت أهمية خاصة».

### التعاون الثقافي
يحدث التعاون الثقافي أيضًا في إطار منظمة شنغهاي للتعاون. اجتمع وزراء الثقافة في منظمة شنغهاي للتعاون لأول مرة في بكين في 12 أبريل 2002، ووقعوا بيانًا مشتركًا لمواصلة التعاون. عقد الاجتماع الثالث لوزراء الثقافة في طشقند، أوزبكستان، في 27-28 أبريل 2006.
أقيم مهرجان ومعرض فنون SCO لأول مرة خلال قمة أستانا في 2005. واقترحت كازاخستان أيضًا مهرجان SCO للرقص الشعبي الذي سيعقد في عام 2008، في أستانا .

## القمم
وفقًا لميثاق منظمة شانغهاي للتعاون، تُعقد قمم مجلس رؤساء الدول سنويًا في أماكن محددة بالتناوب، حسب الترتيب الأبجدي لاسم الدولة العضو باللغة الروسية. ينص الميثاق أيضًا على أن يجتمع أعضاء مجلس رؤساء الحكومات (أي رؤساء الوزراء) سنويًا في مكان يقرره أعضاء المجلس. ومن المفترض أن يعقد مجلس وزراء الخارجية قمة قبل شهر من انعقاد مؤتمر القمة السنوي لرؤساء الدول. ويمكن لأي دولتين عضوين أن تدعو إلى عقد اجتماعات غير عادية لمجلس وزراء الخارجية.

### قائمة القمم
| قمم رؤساء الدول   | قمم رؤساء الدول | قمم رؤساء الدول   | قمم رؤساء الدول |
| التاريخ           | الدولة          | الموقع            |                 |
| ----------------- | --------------- | ----------------- | --------------- |
| 14–15 يونيو 2001  | الصين           | شانغهاي           |                 |
| 7 يونيو 2002      | روسيا           | سانت بطرسبرغ      |                 |
| 29 مايو 2003      | روسيا           | موسكو             |                 |
| 17 يونيو 2004     | أوزبكستان       | طشقند             |                 |
| 5 يوليو 2005      | كازاخستان       | أستانا            |                 |
| 15 يونيو 2006     | الصين           | شانغهاي           |                 |
| 16 أغسطس 2007     | قرغيزستان       | بيشكك             |                 |
| 28 أغسطس 2008     | طاجيكستان       | دوشانبي           |                 |
| 15–16 يونيو 2009  | روسيا           | يكاترينبورغ       |                 |
| 10–11 يونيو 2010  | أوزبكستان       | طشقند             |                 |
| 14–15 يونيو 2011  | كازاخستان       | أستانا            |                 |
| 6–7 يونيو 2012    | الصين           | بكين              |                 |
| 13 سبتمبر 2013    | قرغيزستان       | بيشكك             |                 |
| 11–12 سبتمبر 2014 | طاجيكستان       | دوشانبي           |                 |
| 9–10 يوليو 2015   | روسيا           | أوفا              |                 |
| 23–24 يونيو 2016  | أوزبكستان       | طشقند             |                 |
| 8–9 يونيو 2017    | كازاخستان       | أستانا            |                 |
| 9–10 يونيو 2018   | الصين           | تشينغداو          |                 |
| 14–15 يونيو 2019  | قرغيزستان       | بيشكك             |                 |
| 10 نوفمبر 2020    | روسيا           | مؤتمر عبر الفيديو |                 |
| 16–17 سبتمبر 2021 | طاجيكستان       | دوشانبي           |                 |
| 15–16 سبتمبر 2022 | أوزبكستان       | سمرقند            |                 |
| 4 يوليو 2023      | الهند           | مؤتمر عبر الفيديو |                 |
| 3–4 يوليو 2024    | كازاخستان       | أستانا            |                 |

| قمم رؤساء الحكومات | قمم رؤساء الحكومات | قمم رؤساء الحكومات | قمم رؤساء الحكومات |
| التاريخ            | الدولة             | الموقع             |                    |
| ------------------ | ------------------ | ------------------ | ------------------ |
| 14 سبتمبر 2001     | كازاخستان          | ألماتي             |                    |
| —                  | —                  | —                  |                    |
| 23 سبتمبر 2003     | الصين              | بكين               |                    |
| 23 سبتمبر 2004     | قرغيزستان          | بيشكك              |                    |
| 26 أكتوبر 2005     | روسيا              | موسكو              |                    |
| 15 سبتمبر 2006     | طاجيكستان          | دوشانبي            |                    |
| 2 نوفمبر 2007      | أوزبكستان          | طشقند              |                    |
| 30 أكتوبر 2008     | كازاخستان          | أستانا             |                    |
| 14 أكتوبر 2009     | الصين              | بكين               |                    |
| 25 نوفمبر 2010     | طاجيكستان          | دوشانبي            |                    |
| 7 نوفمبر 2011      | روسيا              | سانت بطرسبرغ       |                    |
| 5 ديسمبر 2012      | قرغيزستان          | بيشكك              |                    |
| 29 نوفمبر 2013     | أوزبكستان          | طشقند              |                    |
| 14–15 ديسمبر 2014  | كازاخستان          | أستانا             |                    |
| 14–15 ديسمبر 2015  | الصين              | تشنغتشو            |                    |
| 2–3 نوفمبر 2016    | قرغيزستان          | بيشكك              |                    |
| 30 نوفمبر 2017     | روسيا              | سوتشي              |                    |
| 11–12 أكتوبر 2018  | طاجيكستان          | دوشانبي            |                    |
| 1–2 نوفمبر 2019    | أوزبكستان          | طشقند              |                    |
| 30 نوفمبر 2020     | الهند              | مؤتمر عبر الفيديو  |                    |
| 25 نوفمبر 2021     | كازاخستان          | مؤتمر عبر الفيديو  |                    |
| 1 نوفمبر 2022      | الصين              | مؤتمر عبر الفيديو  |                    |
| 26 أكتوبر 2023     | قرغيزستان          | بيشكك              |                    |

## العلاقات مع الغرب
يعتقد مراقبو وسائل الإعلام الغربية أن أحد أهداف منظمة شانغهاي للتعاون الأساسية كان بمثابة موازنة للناتو، ولا سيما لتجنب الصراعات التي من شأنها أن تسمح للولايات المتحدة بالتدخل في المناطق المتاخمة لروسيا والصين. إضافةً إلى ذلك، فقد أدلى الرئيس الإيراني محمود أحمدي نجاد خلال خطبه بتصريحات شفهية تجاه الولايات المتحدة رغم أن بلاده ليست عضوًا في المنظمة.
في عام 2005، تقدمت الولايات المتحدة بطلب الحصول على صفة مراقب في المنظمة، إلا أن طلبها قوبل بالرفض على الفور.
في قمة أستانا في يوليو 2005، مع الحروب في أفغانستان والعراق وتنبأ بوجود عدد غير محدود من القوات الأمريكية في أوزبكستان وقيرغيزستان، طلبت منظمة شانغهاي للتعاون من الولايات المتحدة وضع جدول زمني واضح لسحب قواتها من الدول الأعضاء في المنظمة. بعدها بوقت قصير، طلبت أوزبكستان من الولايات المتحدة مغادرة قاعدة كيه 2 الجوية.
لم تصدر المنظمة أية تعليقات مباشرة ضد الولايات المتحدة أو وجودها العسكري في المنطقة؛ إلا أن وسائل الإعلام الغربية اعتبرت بعض التصريحات غير المباشرة في مؤتمرات القمم السابقة بأنها «انتقادات خفية لواشنطن».

### الجوانب الجيوسياسية للمنظمة
كانت هناك العديد من المناقشات حول الطبيعة الجيوسياسية لمنظمة شنغهاي للتعاون. ماثيو برومر -من مجلة الشؤون الدولية- يتتبع الآثار المترتبة على توسع المنظمة في الخليج العربي. ووفقًا للعالم السياسي توماس أمبروسيو، كان أحد أهداف المنظمة هو ضمان عدم تمكن الديمقراطية الليبرالية من تحقيق مكاسب في هذه الدول.
وفي هذا الصدد قال الكاتب الإيراني حامد غولبيرا: «وفقًا لنظرية زبغنيو بريجينسكي فإن السيطرة على أوراسيا هو مفتاح الهيمنة على العالم، والسيطرة على آسيا الوسطى هو مفتاح السيطرة على أوراسيا. حيث أبدت كل من الصين وروسيا اهتمامهما بالنظرية منذ تأسيس المنظمة في عام 2001، ظاهريًا للحد من التطرف في المنطقة وتعزيز أمن الحدود، لكن على الأرجح فإن الهدف الحقيقي هو موازنة أنشطة الولايات المتحدة والناتو في آسيا الوسطى».

## قادة دول الأعضاء

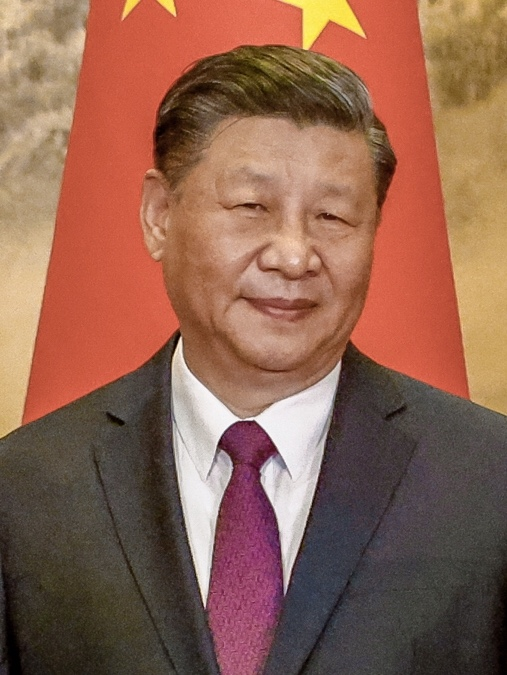
جمهورية الصين الشعبية شي جين بينغ رئيس الصين
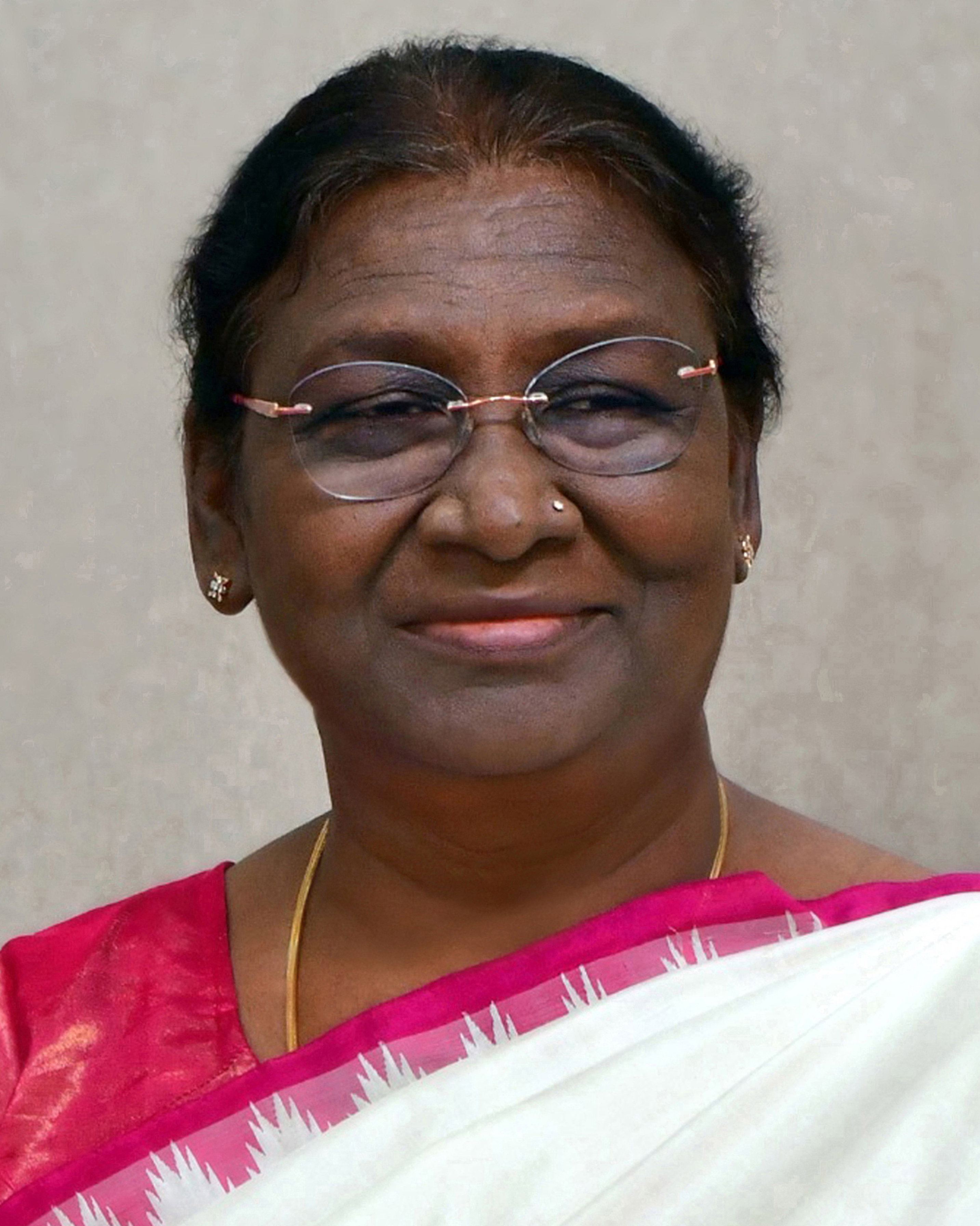
جمهورية الهند دروبادي مورمو رئيس الهند
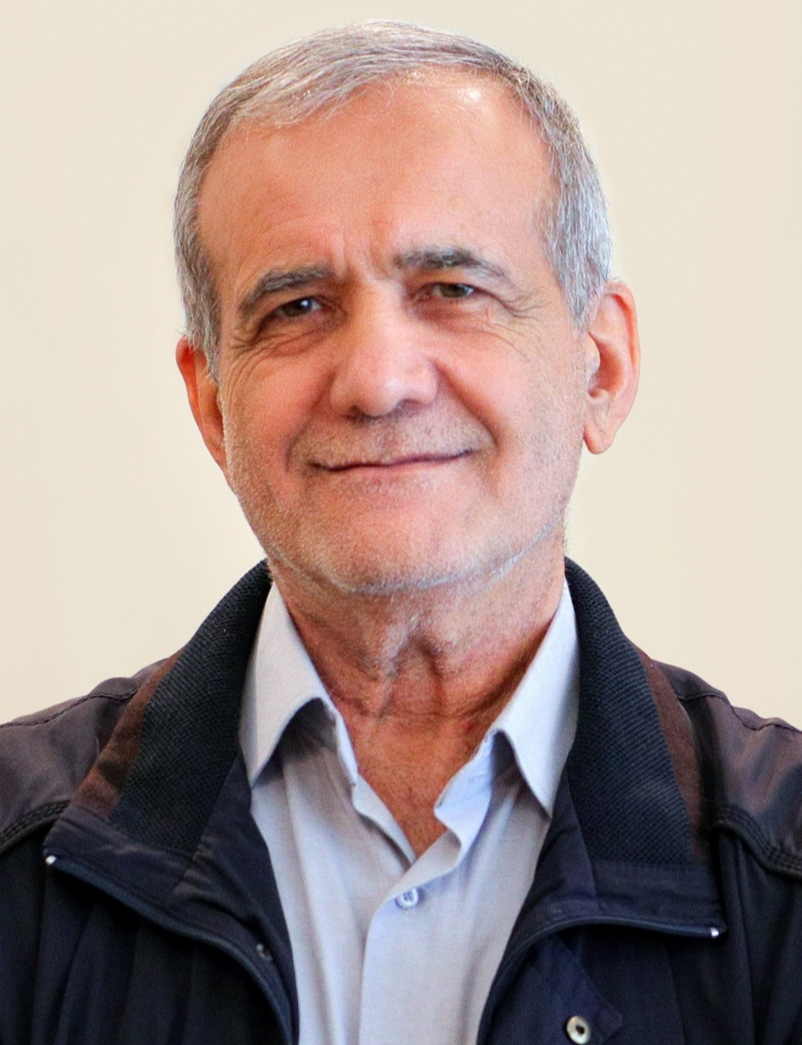
جمهورية إيران الإسلامية مسعود بزشكيان رئيس إيران
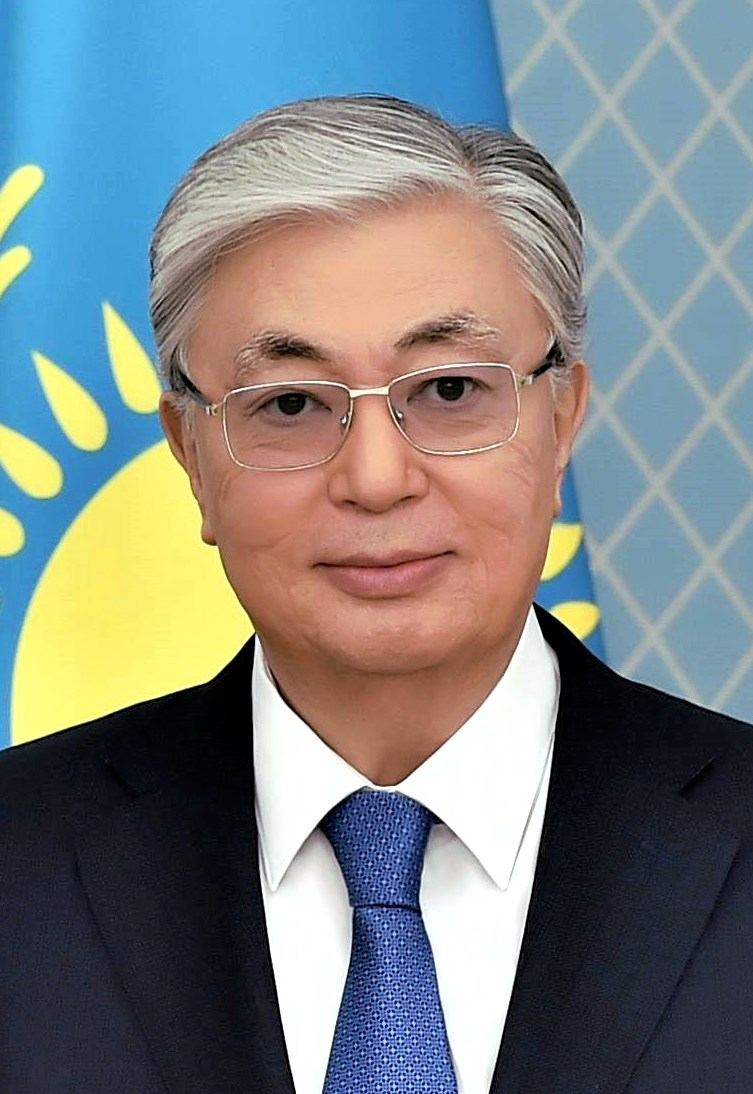
جمهورية كازاخستان قاسم جومارت توقاييف رئيس كازاخستان
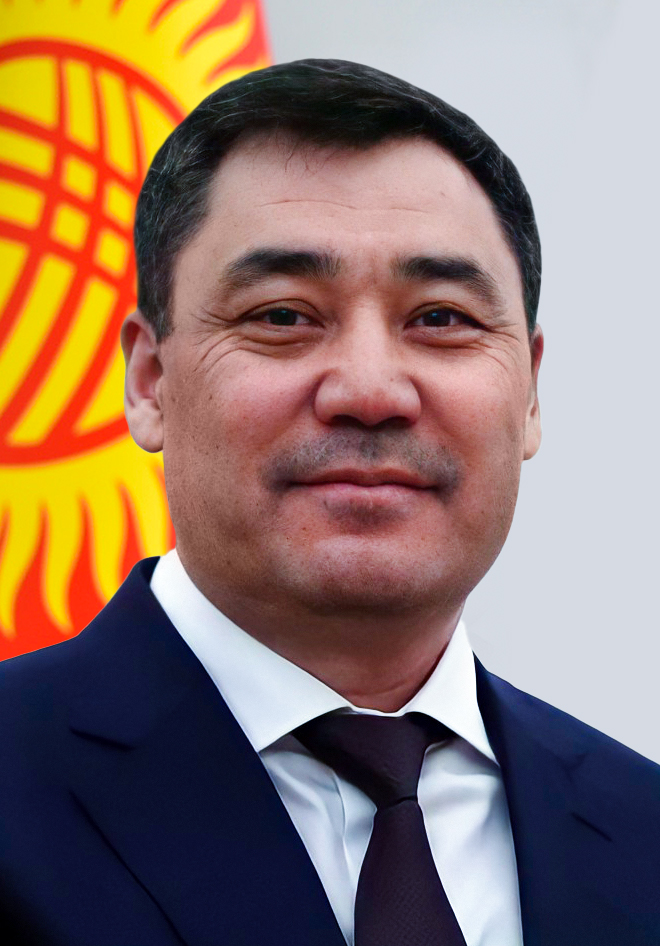
جمهورية قيرغيزستان صدير جاباروف رئيس قيرغيزستان
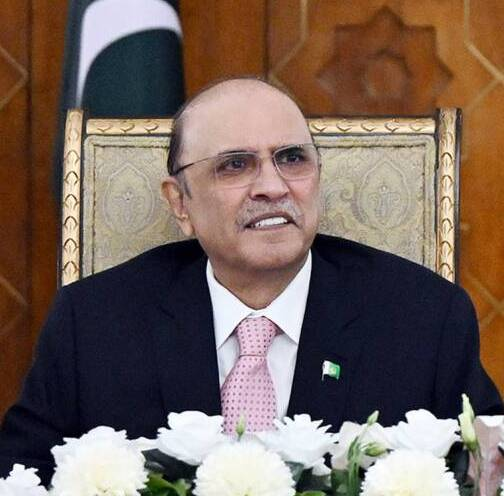
جمهورية باكستان الإسلامية آصف علي زرداري رئيس باكستان
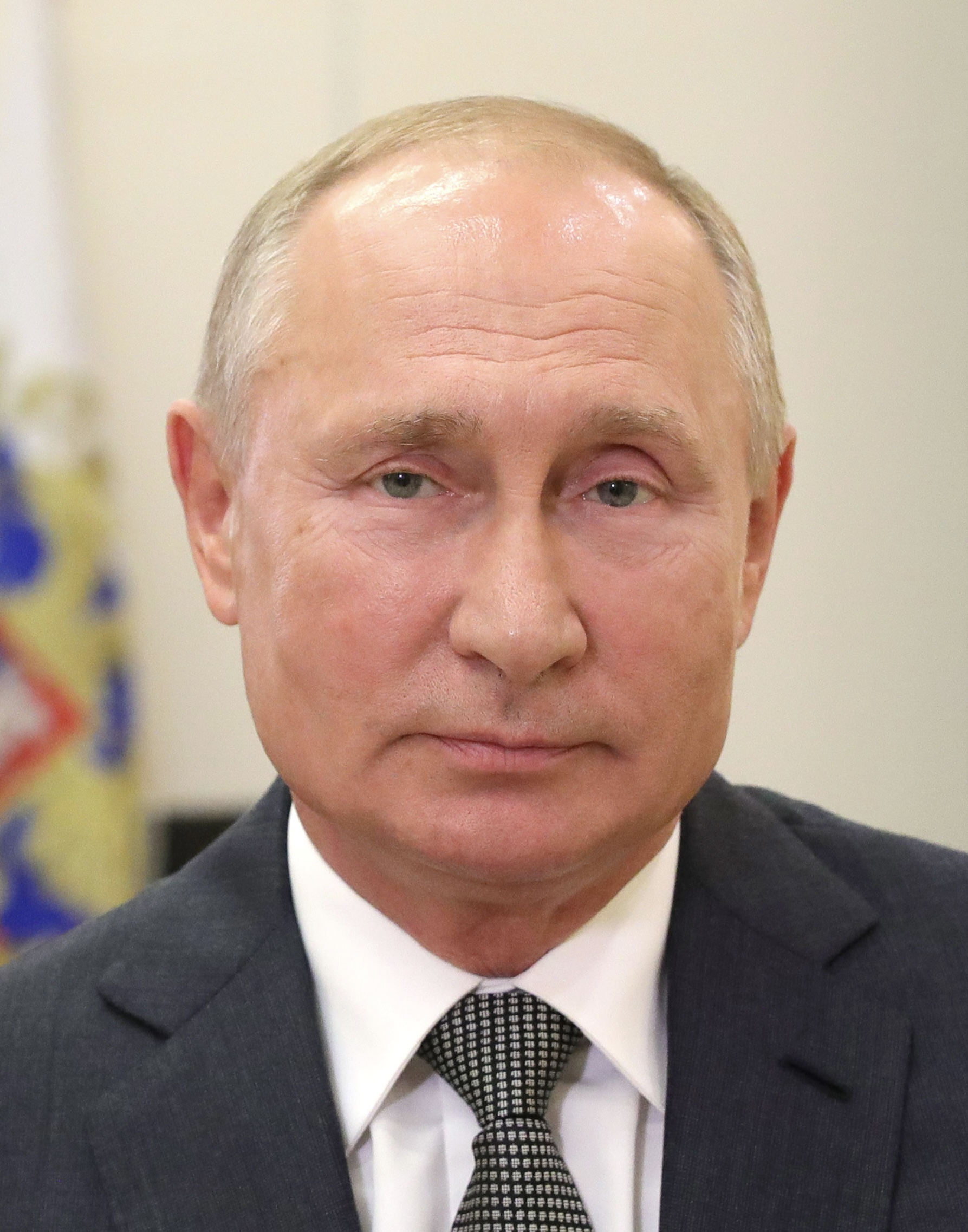
الإتحاد الروسي فلاديمير بوتين رئيس روسيا
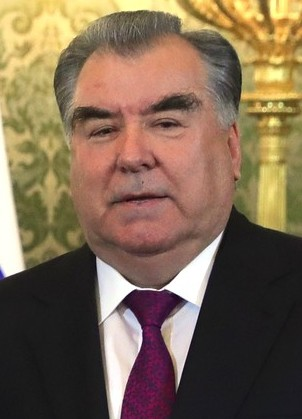
جمهورية طاجيكستان إمام علي رحمن رئيس طاجيكستان
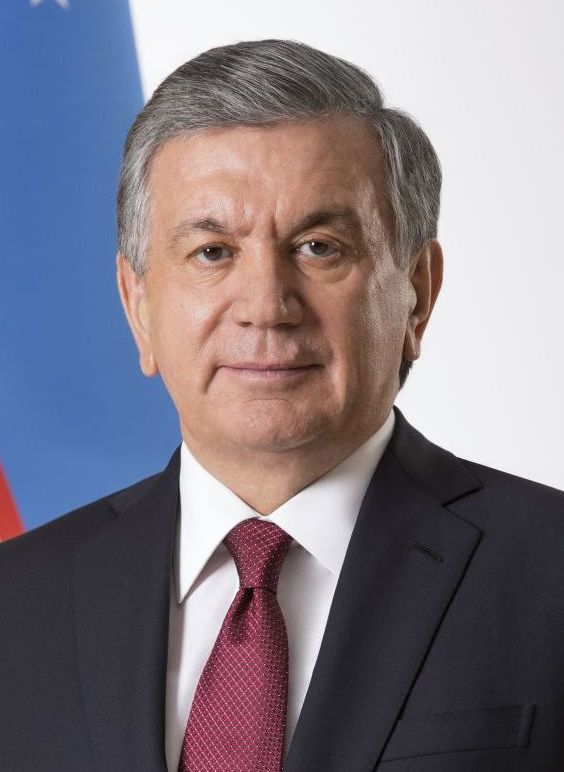
جمهورية أوزبكستان شوكت ميرضيايف رئيس أوزبكستان
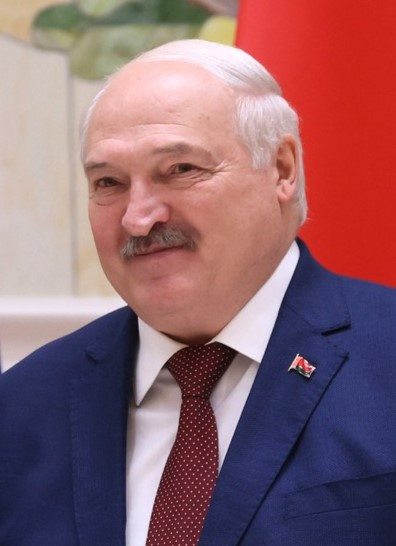
جمهورية بيلاروس ألكسندر لوكاشينكو رئيس بيلاروس

## هوامش
1. ↑  (بالإنجليزية: Shanghai Cooperation Organisation)
2. ↑  (بالإنجليزية: Regional Anti-Terrorist Structure)